# Seznam ruskih zgodovinarjev
Seznam ruskih zgodovinarjev vseh podzvrsti

## A
- Avgust Karl Mihail Mihajlovič Adaridi (1859 – 1940)
- Vladimir Viktorovič Adoratski (1878 – 1945)
- Jurij Nikolajevič Afanasjev (1934 – 2015)
- Ljudmila Mihajlovna Aleksejeva (1927 – 2018) (borka za človekove pravice)
- Pjotr Markovič Aleškovski (*1957) (zgodovinar, arheolog, publicist)
- Andrej Aleksejevič Almarik (1938 – 1980)
- Evgenii V. Anisimov (Jevgenij Anisimov) (*1947)
- Anton Antonov-Ovsejenko (1920 – 2013)
- Volodimir Antonovič (1834 – 1908) (ukrajinski)
- Babken Arakelyan (1912 – 2004) (armenski)
- Artemij Vladimirovič Arcihovski (1902 – 1978) (arheolog)
- Mihail Ilarionovič Artamonov (1898 – 1972)
- Sergej Sergeevič Averincev (1937 – 2004)
- Abdurahman Avtorhanov (1908 – 1997) (Čečen)

## B
- Nikolaj Platonovič Barsukov (1838 – 1906)
- Pjotr Ivanovič Bartenjev (1829 – 1912)
- Vasilij V. Bartold (1869 – 1930) (orientalist)
- Leonid M. Batkin (1932 – 2016)
- Nikolaj Baturin (1877 – 1927)
- Jevgenij E. Bertels (1890 – 1957) (orientalist)
- Aleksandr Bestužev (1797 – 1837)
- Konstantin Nikolajevič Bestužev-Rjumin (1829 – 1897)
- Nikolaj Aleksandrovič Bestužev-Rjumin (1791 – 1855)
- Aleksander Borisovič Bezborodov (*1954)
- Vladimir D. Bonč-Brujevič (1873 – 1955)
- Nikolaj Mihajlovič Bubnov (1858 – 1943) (v Ljubljani po 1.svet. vojni)
- Fjodor Ivanovič Buslajev (1818 – 1898)

## Č
- Lev Vladimirovič Čerepnin (1905 – 1977)
- Anatolij Sergejevič Černjajev (1921 – 2017)
- Boris Nikolajevič Čičerin (1886 – 1959)
- Dmitrij Ivanovič Čiževski (1894 – 1977)
- Iskra Vasiljevna Čurkina (1931 – 2024)

## D
- Igor Danilevski (*1953)
- Anatolij Pantelejevič Derevjanko (*1943)
- Igor Mihajlovič Djakonov (1914/5 – 1999)
- Nikolaj Mihajlovič Družinin (1886 – 1986)

## E
- Boris Mihajlovič Ejhenbaum (1886 – 1959)
- Aleksandr Kristianovič Elert
- Aleksander Etkind (1955 –)
- Jefim Etkind (1918 – 1999)

## F
- Jevgenij Fjodorovič Firsov
- Timofej Dmitrijevič Florinski (1854 – 1919)
- Georgij Florovski (1893 – 1979)
- Aleksandr Aleksandrovič Formozov (1928 – 2009) (arheolog)
- Maren Mihajlovič Frejdenberg (1924 – 2007) (Dubrovnik...)
- Andrej Iljič Fursov (*1951)

## G
- Aleksandr Galkin
- Ilja Galkin (1898 – 1990)
- Leonid Gibianski
- Sergej Fjodorovič Glazunov
- Vladimir Semjonovič Goleniščev (1856 – 1947) (egiptolog, asirolog)
- Ilja Goleniščev-Kutuzov (1904 – 1969)
- Ivan Ivanovič Golikov (1735 – 1801)
- N. S. Gordijenko
- Pavel Osipovič Gorin (1901 – 1938) (Belorus)
- Vasilij Aleksejevič Gorodcov (1860 – 1945) (arheolog)
- Timofej Nikolajevič Granovski (1813 – 1855)
- Boris Dmitrijevič Grekov (1882 – 1953)
- Mihajlo Gruševski (1866 – 1934) (Ukrajinkec)
- Lev Nikolajevič Gumiljov (1911 – 1992)

## H
- Aleksadner Fjodorovič Hilferding (1831 – 1872)
- Oleg Vitaljevič Hlevnjuk (*1959)
- Aleksej Homjakov (1804 – 1860)
- Aleksandr Horošev (1941 – 2007)
- Mihajlo Serhijovič Hruševski (1866 – 1934) (Ukrajinec)

## I
- Vsevolod Ignatovski (1881 – 1931) (Belorus)
- Dmitrij Ivanovič Ilovajski (1832 – 1920)
- Vjačeslav Ivanovič Ivanov (arheolog?)
- Vjačeslav Ivanov (1929 – 2017)

## J
- Pjotr Jonovič Jakir (1923 – 1982)
- Aleksander Nikolajevič Jakovljev (1923 – 2005)
- Valentin Lavrentjevič Janin (1929 – 2020)
- Jemeljan Jaroslavski (1878 – 1943)
- Ivan Stepanovič Jastrebov (1839—1894)
- Dmitrij (Dmitro) Ivanovič Javornicki (1855 – 1940)
- Pjotr Petrovič Jefimenko (1884 – 1969) (arheolog - paleolitik)
- Galina Jeršova (1955)

## K
- Pjotr Ivanovič Kafarov (1817 – 1878) (arhimandrit Palladij)
- Sergej Karaganov (*1952) (mednarodni)
- Sergej Kara-Murza (*1939) ?
- Nikolaj Mihajlovič Karamzin (1766 – 1826)
- Mihail Mihajlovič Karpovič (1888 – 1959)
- Bonifatij Mihajlovič Kedrov (1903 – 1985)
- Ljubov Aleksejevna Kirilina
- Vasilij Osipovič Ključevski (1841 – 1911)
- Boris Kolonicki
- Nikodim Pavlovič Kondakov (1844 – 1925) (umetnostni)
- Jurij Valentinovič Knorozov (1922 – 1999)
- Andrej Vitaljevič Korotajev (*1961)
- Dmitrij Aleksandrovič Korsakov (1843 – 1919)
- Jevgenij Aleksejevič Kosminski (1886 – 1959)
- Nikolaj (Mikola) Ivanovič Kostomarov (1817 – 1885)
- Alexandre Koyré (Aleksander Vladimirovič Kojrakski) (1892 – 1964)
- Aleksandr Kozincev (*1946)
- Vladimir A. Kozlov (*1950)
- Andrej Kozlovoj (*1975) (rusko-francoski)
- Vadim Valerjanovič Kožinov (1930 – 2001)
- Sergej Valerjevič Kudrjašov
- Nikolaj Vasiljevič Kuehner (Николай Васильевич Кюнер) (1877 – 1955) (orientalist, zgodovinar, etnograf)
- Josif Mihajlovič Kulišer (1878 – 1933) (gospodarski zgodovinar)

## L
- Vladimir Ivanovič Lamanski (1833 – 1914)
- Vladimir Aleksandrovič Lamin
- Aleksander Sergejevič Lappo-Danilevski (1863 – 1919) (zgodovinar in sociolog)
- Anatolij Georgijevič Latišev (*1934)
- Nikolaj Sergejevič Leonov (1928 – 2022)
- Lev Lifschitz/Lifšic (umetnostni?)
- Nikolaj Petrovič Lihačov (1862 – 1936)
- Mihail Petrovič Ljubimov (*1934) (vohun in zgodovinar/pisatelj)
- Aleksej Fjodorovič Losev (1893 – 1988)
- Jurij Mihajlovič Lotman (1922 – 1993)

- Ivan Vasiljevič Lučicki (1845 – 1918)

## M
- Nikolaj Andrejevič Makarov, arheolog
- Aleksander Jakovljevič Manusevič (1913 – 1997)
- Aleksej Petrovič Maresjev (1916 – 2001)
- Nikolaj Aleksandrovič Maškin (1900 – 1950)
- Zotik Nikolajevič Matvejev (1889 – 1938) (sinolog, japonolog)
- Ivan Pavlovič Medvedjev (*1935)
- Roj Medvedjev (*1925) (in brat Žores Medvedjev 1925-2018: biolog, agronom, zgodovinski publicist)
- Sergej Aleksandrovič Medvedjev (*1966)
- Jeleazar Mojsejevič Meletinski (1918 – 2005)
- Sergej Petrovič Melgunov (1879 – 1956)
- Aleksandr Nikolajevič Meščerjakov (1951 –)
- Aleksandr Mihajlovski-Danilevski (1790 – 1848)
- Pavel Nikolajevič Miljukov  (1859 – 1943)
- Isaak (Izak) Izrailevič Minc (1896 – 1991)
- Sergej Mironenko (*1951)
- Vladimir Stepanovič Mjasnikov (*1931)
- Jurij Aleksejevič Močanov (*1934), arheolog
- Lev Nikolajevič Modzalevski (1837 – 1896)
- Vadim Lvovič Modzalevski (1882 – 1920)

## N
- Vladimir Nevski
- Konstantin Nikolajevič Nikolajev
- Boris Nikolajevski /Boris Nicolaevsky (1887 – 1966)
- Mihail Vasiljevič Nikolski (1848 – 1917) (orientalist, asiriolog)
- Nikolaj Mihajlovič Nikolski (1877 – 1959) (religijski)

## O
- Dmitrij Obolenski (1918 – 2001) (rusko-ameriški)
- Nikolaj Platonovič Ogarev (1813 – 1877)
- Aleksej Pavlovič Okladnikov (1908 – 1981) (arheolog, zgodovinar in etnolog: sibirski paleolitik...)
- Joseph Orbéli /Iosif Abgarovič Orbeli (1887 – 1961) (orientalist gruzinskega rodu)
- Georgij Ostrogorski (1902 – 1976) (srbski bizantolog rus.rodu)
- Mojsej Ostrogorski (1854 – 1921) (sociolog ...)

## P
- Aleksander Panarin (1940 – 2003)
- Tatjana Sergejevna Passek (arheologinja)
- Jevgenij Borisovič Pasternak (1923 – 2012)
- Vladimir Petruhin (*1950)
- Dmitrij Mojsejevič Petruševski (1863 – 1942)
- Nadežda S. Pilko
- Jefim Josifovič Pivovar
- Boris Pjotrovski (1908 – 1990)
- Mihail Pjotrovski (*1944)
- Jurij Sergejevič Pivovarov (*1950)
- Vjačeslav Aleksejevič Pjecuh (1946 – 2019)
- Sergej Fjodorovič Platonov (1860 – 1933)
- Serhij Plohij (kanadsko-ukrajinski)
- Mihail Petrovič Pogodin (1800 – 1875)
- William Pohljobkin (1923 – 2000)
- Mihail Nikolajevič Pokrovski (1868 – 1932)
- Nikolaj Nikolajevič Pokrovski
- Aleksandr Aleksandrovič Polovcov (1832 – 1909)
- Andrej Ponomarjov (1957 – 2014)
- Pjotr Nikolajevič Pospelov (1898 - 1979)
- Fjodor Vasiljevič Potjomkin (1895 – 1973)
- Vladimir Petrovič Potjomkin (Potemkin) (1878 – 1946)
- Solomon Pozner
- Vladimir Petrovič Potemkin Arhivirano 2018-01-29 na Wayback Machine. (1874 – 1946) (diplomat)
- Nikolaj Fjodorovič Preobraženski (1893 – 1970)
- Omeljan Josipovič Pricak (1919 – 2006) (ukrajinsko-amer.)
- Vladimir Jakovljevič Propp (1895 – 1970)
- Tatjana Avenirovna Proskurjakova /Proskouriakoff (1909 – 1985) (rusko-mehiška)
- Lev Nikitovič Puškarev/Puškarjov (1918 – 2019)

## R
- Mihail Grigorjevič Rabinovič (1916 – 2000)
- Edvard Stanislavovič Radzinski (*1936)
- Leonid Rešetnikov (*1947)
- Boris Aleksandrovič Ribakov (1908 – 2001)
- Rostislav Borisovič Ribakov (*1938)
- Vjačeslav Mihajlovič Ribakov (*1954)
- David Rjazanov (1870 – 1938)
- Aleksej Nikolajevič Rogačov (1912 – 1984) (arheolog - paleolitik)
- Arsenij Borisovič Roginski (1946 – 2017)
- Vadim Rogovin (1937 – 1998)
- Michael Rostowtzeff /Mihail Ivanovič Rostovcev (1870 – 1952) (rusko-ameriški)

## S
- Andrej Nikolajevič Saharov (*1930)
- Ivan Petrovič Saharov (1807 – 1863) narodopisec, folklorist, arheolog in paleograf
- Aleksandr Savin (1873 – 1923)
- Jurij I. Semjonov (*1929)
- Roman Serbin (*1939) (ukrajinsko-ameriški)
- Vladimir Sergejevich Sergejev (1883 – 1941)
- Arkadij L. Sidorov (1900 – 1966)
- Sergej Danilovič Skazkin (1890 – 1973)
- Mojsej Mendeljevič Smirin (1895 – 1975)
- Sergej Smirnov (1915 – 1976)
- Tamara Mihajlovna Smirnova (* 1947)
- Aleksandr Vasiljevič Solovjov (1890 – 1971)
- Sergej Mihajlovič Solovjov (1820 – 1879)
- Boris Souvarine (tudi Varine; pravo ime Boris Konstantinovič Lifšic) (1895 – 1984) (rusko-francoski)
- Vladimir Danilovič Spasovič (1829 – 1906) (poljsko-ruski literar. zgodovinar, slavist)
- Vasilij Vasiljevič Struve (1889 – 1965)
- Orest Subtelni (*1941) (ukrajinsko-amer./kanadski)
- Aleksej Ivanovič Suvorov

## Š
- Aleksej Aleksandrovič Šahmatov (1864 – 1920)
- Afanasij Prokofjevič Ščapov (1830 – 1876)
- Mihail Mihajlovič Ščerbatov (1733 – 1790)
- Anatolij Pavlovič Šikman (*1948)
- Vladimir Ivanovič Šiškin ?
- Viktor Borisovič Šklovski (1893 – 1984)
- Boris Šmeljov
- Sigurd Ottovič Šmidt (Schmidt) (1922 – 2013)
- Viktor Šnirelman (Victor Schnirelmann) (*1949)
- Aleksandr Valdenovič Šubin (*1965)

## T
- Teodor Taranovski (1875 – 1936)
- Jevgenij Viktorovič Tarle (1874 – 1955)
- Vasilij Nikitič Tatiščev (1686 – 1750)
- Mihail Taube (1869 – 1961) (mednarodni pravnik, pravni zgodovinar)
- Mihail Nikolajevič Tihomirov (1893 – 1965)
- Nikolaj Savič Tihonravov (1832 – 1893)
- Aleksej Timofejev
- Jurij Nikolajevič Tinjanov (1894 – 1943)
- Valerij Tiškov (*1941)
- Nikolaj Dimitrijevič Tolstoj-Miloslavski (*1935) (rusko-angleški)
- Boris Tomaševski (1890 – 1957)
- Vahan Fomovič Totomianz (1875 – 1964) (zadružništvo?)
- Sergej Trapeznikov (1912 – 1984)
- Pjotr Nikolajevič Tretjakov (1909 – 1976)
- Boris Aleksandrovič Turajev (1868 – 1920) (egiptolog, asirolog)

## U
- Aleksander Dmitrijevič Udalcov (1883 – 1958)
- Boris Andrejevič Uspenski (*1937)
- Fjodor Ivanovič Uspenski (1845 – 1928)
- Nikolaj Gerasimovič Ustrjalov (1805 – 1870)
- Aleksej Sergejevič Uvarov (1828 – 1884) (arheolog - paleolitik)

## V
- Sergej Vladimirovič Vahrušin (1882 – 1950)
- Sevjan Izrailevič Vajnštejn (1926 – 2008)
- (Arkadij Vaksberg 1927 – 2011)
- Leonid Vasiljev (1930 – 2016)
- Aleksander Vatlin (*1962)
- Jurij Ivanovič Venelin (1802 – 1839)
- George Vernadsky (Georgij Vladimirovič Vernadski) (1887 – 1973)
- Aleksander Nikolajevič Veselovski (1838 – 1906) (literarni)
- Nikolaj Ivanovič Veselovski (1848 – 1918) (orientalist)
- Stepan B. Veselovski (1876 – 1952)
- Pavel Gavrilovič Vinogradov (1854 – 1925) (Paul Vinogradoff) (rus.-angl.)
- Vjačeslav Petrovič Volgin (1879 – 1962)
- Dmitrij Volkogonov (1928 – 1995)
- Fjodor Kondratjevič Volkov (1847 – 1918) (arheolog ruskega paleolitika ukrajin. rodu)

## W
- Kazimierz Waliszewski (Poljak)

## Z
- Andrej Sergejevič Zujev

## Ž
- Viktor Maksimovič Žirmunski (1891 – 1971)
- (1848 – 1922)